# Gavarra (metrostation)
Gavarra is een metrostation aan lijn 5 van de Metro van Barcelona.
Het station ligt onder Avinguda Salvador Allende tussen Carrer de l'Anoia en Carrer de l'Empordà in Cornellà de Llobregat. Het is geopend in 1983, als lijn 5 uit wordt gebreid van Sant Ildefons tot Cornellà Centre. 
Het station met zijperrons heeft een kaartverkooppunt en twee ingangen.